# Анулени
Ануле́ни (англ. annulenes) — моноциклічні вуглеводні із максимальною кількістю некумулятивних подвійних зв'язків (так звані манкудні вуглеводні), що мають загальну формулу без врахування бічних ланцюгів CnHn (коли n — парне число) або CnHn+1 (коли n — непарне число).
До ануленів належать циклобутадієн, бензен, макроциклічні полієни, в тому числі неплоскої будови — загалом сполуки як ароматичного, так і неароматичного та антиароматичного рядів.
У систематичній номенклатурі анулени з 7 і більше атомами називаються [n]анулени, де n — число атомів C в циклі (інколи таким чином називають і нижчих представників).

Циклобутадієн [4]анулен
Бензол ([6]анулен)
Циклооктатетраєн [8]анулен
Циклотетрадекагептаєн [14]анулен
Циклооктадеканонаєн [18]анулен